# Julie Jézéquel
Julie Jézéquel, née le 26 mars 1964 à Boulogne-Billancourt, est une scénariste et actrice française.

## Biographie
Julie Jézéquel a commencé la comédie à quatorze ans. 
Elle fait ses débuts au cinéma dans le film Flic ou voyou de Georges Lautner, où elle interprète la fille du héros joué par Jean-Paul Belmondo. 
Dans les années 1980, elle est une jeune première très demandée dans le cinéma français : elle partage notamment l'affiche avec Philippe Noiret dans L'Étoile du Nord, avec Gérard Klein dans Le Bâtard et avec Michel Serrault dans On ne meurt que deux fois. 
En 1987, elle est la vedette féminine du film L'Œil au beur(re) noir, dans lequel elle donne la réplique à Smaïn et Pascal Légitimus, et qui remporte le César du meilleur premier long métrage. Ses apparitions au cinéma s'espacent cependant dans la décennie suivante et elle joue principalement à la télévision.
Par la suite, elle se consacre à l'écriture, notamment de scénarios pour la télévision, jusqu'à ce que son travail de scénariste prenne le pas sur celui d'actrice. 
Installée dans le Bergeracois en Dordogne au début des années 1990, elle a également publié en 2009 un premier roman, Retour à la ligne. 
Elle a écrit deux albums pour enfants illustrés par Marie-Laure Béchet (Une amitié en couleur, Libre tout l'été) et est membre de la Charte des auteurs et des illustrateurs jeunesse.

## Filmographie

### Actrice

#### Cinéma

##### Longs métrages
- 1979 : Flic ou Voyou de Georges Lautner : Charlotte
- 1982 : L'Étoile du Nord de Pierre Granier-Deferre : Antoinette Baron
- 1983 : Le Bâtard de Bertrand Van Effenterre : Marie
- 1984 : Côté cœur, côté jardin de Bertrand Van Effenterre : Claude
- 1985 : Pauline-épaulettes de Stéphanie de Mareuil, court métrage
- 1985 : Le Meilleur de la vie de Renaud Victor : Solange
- 1985 : On ne meurt que deux fois de Jacques Deray : Sophie
- 1985 : Nom de code : Émeraude (Code Name : Emerald) de Jonathan Sanger (en) : Jasmine
- 1986 : Suivez mon regard de Jean Curtelin : La cliente de la boulangerie
- 1987 : Cœurs croisés de Stéphanie de Mareuil : Tina Baptiste
- 1987 : Tandem de Patrice Leconte : La serveuse de L'hôtel de la gare
- 1987 : L'Œil au beur(re) noir de Serge Meynard : Virginie Perron
- 1989 : Coupe franche de Jean-Pierre Sauné : Marie
- 1989 : Cher frangin de Gérard Mordillat : Lou
- 1990 : Tumultes de Bertrand Van Effenterre : Anne
- 1991 : L'Ombre de Claude Goretta : Anne-Marie
- 1991 : Toujours seuls de Gérard Mordillat : Julie
- 1991 : Un homme et deux femmes de Valérie Stroh : Agnès
- 1993 : En compagnie d'Antonin Artaud de Gérard Mordillat : Jany
- 1999 : Paddy de Gérard Mordillat : Rose

##### Courts métrages
- 1973 : La Capricieuse de Sidney Jézéquel : la capricieuse
- 1984 : Méfiez-vous d'Echo de Pierre Zucca : Echo
- 1985 : Pauline-épaulettes de Stéphanie de Mareuil : Pauline
- 1998 : Les Amis de Ninon de Rosette et Eric Rohmer : Marie

##### Télévision
- 1981 : Cinéma 16 de Bernard Dumont : Olivia (épisode Le professeur jouait du saxophone)
- 1982 : L'Arbre de Jacques Doillon : Judy
- 1988 : La Belle Anglaise : Dominique (épisode 2 : On peut rêver)
- 1988 : Imogène de François Leterrier : Cécile (saison 1, épisode 1 : Ne vous fâchez pas, Imogène)
- 1988 : Sueurs froides de Patrice Leconte : Thérèse (épisode 4 : Toi, si je voulais)
- 1989 : Cinéma 16 de Jean Larriaga : Rose (épisode Adieu Don Juan)
- 1991 : Cavale de Serge Meynard : Anne
- 1991 : Police secrets d'Yves Lafaye : Ariane (épisode L'Enveloppe)
- 1992-1994 : La Guerre des privés : Nadia (3 épisodes)
- 1993 : Maigret d'Etienne Périer : Monique (saison 3, épisode 2 : Maigret et l'homme du banc)
- 1996 : La Rançon du chien de Peter Kassovitz : Le commissaire
- 1997 : Joséphine, ange gardien de Dominique Baron : Chantal (saison 1, épisode 1 : Le Miroir aux enfants)
- 1998 : Deux mamans pour Noël de Paul Gueu : Véronique
- 1998 : Une semaine au salon de Dominique Baron : Liliane
- 1999 : La Vie d'un autre de Patrice Martineau : Mathilde
- 2000 : Deux frères de Philippe Laïk : Nicole
- 2002 : Les Filles du calendrier de Jean-Pierre Vergne : Catherine
- 2003 : Les Filles du calendrier sur scène de Jean-Pierre Vergne : Catherine
- 2003 : L'Île Atlantique de Gérard Mordillat : Laure Boitard
- 2003 : Simon le juste de Gérard Mordillat : Anna
- 2005 : Trois femmes… un soir d'été de Sébastien Grall : Laurence (mini-série)
- 2006 : Sois le meilleur ! de Christophe Barraud : Cora
- 2006 : Mariés... ou presque ! de Didier Grousset : Laurence
- 2007 : Un juge sous influence de Jean-Louis Bertuccelli : Suzanne Chamollond
- 2009 : Reporters de Jean-Marc Brondolo : Stagiaire Juge Delassagne (saison 2, épisode 10)
- 2016 : Cassandre de Bruno Garcia : Adeline Girod (saison 1, épisode 3 : Neiges éternelles)

### Scénariste
- 1995 : Le Tuteur (série télévisée)
- 1997 : Madame Dubois - Hôtel Bellevue de Jean-Pierre Améris (téléfilm)
- 1998 : La Femme du veuf de Michel Favart (téléfilm)
- 1999 : Petite Sœur de Patrick Poubel (téléfilm)
- 2000 : Le Parisien du village de Philippe Venault (téléfilm)
- 2001 : Le Voyage organisé d'Alain Nahum (téléfilm)
- 2002 : Les Filles du calendrier de Jean-Pierre Vergne (téléfilm)
- 2003 : Les Filles du calendrier sur scène de Jean-Pierre Vergne (téléfilm)
- 2005 : Mariés... ou presque ! de Didier Grousset (téléfilm)
- 2005 : Trois Femmes… un soir d'été de Sébastien Grall (téléfilm)
- 2007 : Cinq Sœurs, saison 1 épisode 48 (série télévisée)
- 2009 : Sur le chemin de Compostelle de Didier Grousset (téléfilm)
- 2011 : La Smala s'en mêle, épisode 7 Tout va bien se passer (série télévisée)
- 2012 : Délit de fuite de Thierry Binisti ((téléfilm)
- 2019 : Souviens-toi de nous de Lorenzo Gabriele (téléfilm)

## Théâtre
- 1985 : Les Nuits et les jours de Pierre Laville, mise en scène Catherine Dasté et Daniel Berlioux, Théâtre 14 Jean-Marie-Serreau
- 1986 : Californie paradis des morts de faim d'après Sam Shepard, mise en scène Marcel Maréchal, Théâtre La Criée

## Publications

### Romans
- Retour à la ligne : roman, Paris, La Table ronde, 2009, 240 p. (ISBN 978-2-7103-3142-1)
- L'école me déteste, Paris, Le Muscadier, 2019, 144 p. (ISBN 979-10-96935-24-6)
- Parfois, une seule solution s'offre à vous, Paris, Robert Laffont, 2023, 324 p. (EAN 9782221267936)

## Distinctions
- Césars 1983 : nomination au César du meilleur espoir féminin pour L'Étoile du Nord